# Liste der Länderspiele der gibraltarischen Fußballnationalmannschaft der Frauen

Logo des Fußballverbandes und der Fußballnationalmannschaft von Gibraltar

Die nachfolgende Liste enthält alle Länderspiele der gibraltarischen Fußballnationalmannschaft der Frauen. Obwohl der Fußballverband von Gibraltar, die Gibraltar Football Association (GFA), bereits 1895 gegründet wurde, bestritt Gibraltar sein erstes inoffizielles Länderspiel erst am 26. Juni 2011 gegen die Isle of Man während der Island Games auf der Isle of Wight. Sein erstes offizielles Länderspiel bestritt Gibraltar am 1. Juli 2014 im Rahmen des UEFA Development Tournament gegen Andorra. Die ersten beiden Länderspiele werden von der FIFA nicht anerkannt, da Gibraltar zwar UEFA-Mitglied, aber bis zum 13. Mai 2016 noch kein FIFA-Mitglied war.

## Länderspielübersicht
Legende
- Erg. = Ergebnis
- n. V. = nach Verlängerung
- i. E. = im Elfmeterschießen
- abg. = Spielabbruch
- H = Heimspiel
- A = Auswärtsspiel
- * = Spiel auf neutralem Platz
- Hintergrundfarbe grün = Sieg
- Hintergrundfarbe gelb = Unentschieden
- Hintergrundfarbe rot = Niederlage

| Nr.                     | Datum      | Erg. | Gegner          |   | Austragungsort                      | Anlass                      | Bemerkung 1                                                        |
| ----------------------- | ---------- | ---- | --------------- | - | ----------------------------------- | --------------------------- | ------------------------------------------------------------------ |
| –                       | 26.06.2011 | 0:9  | Isle of Man     | * | Shanklin (ENG), Green Lane          | Island Games 2011           | inoffizielles Länderspiel                                          |
| –                       | 28.06.2011 | 0:8  | Grönland        | * | Cowes (ENG), Tim Westwood Park      | Island Games 2011           | inoffizielles Länderspiel                                          |
| –                       | 30.06.2011 | 0:5  | Hitra           | * | Cowes (ENG), Milne Memorial Ground  | Island Games 2011           | inoffizielles Länderspiel                                          |
| 1                       | 01.07.2014 | 0:1  | Andorra         | H | Gibraltar, Victoria Stadium         | UEFA Development Tournament | Erstes Heimspiel Erste Niederlage Erstes Länderspiel gegen Andorra |
| 2                       | 04.07.2014 | 0:3  | Luxemburg       | H | Gibraltar, Victoria Stadium         | UEFA Development Tournament | Höchste Niederlage Erstes Länderspiel gegen Luxemburg              |
| –                       | 28.06.2015 | 0:3  | Gotland         | * | Trinity (JEY), Riley Field          | Island Games 2015           | inoffizielles Länderspiel                                          |
| –                       | 29.06.2015 | 1:6  | Isle of Man     | * | Trinity (JEY), Riley Field          | Island Games 2015           | inoffizielles Länderspiel                                          |
| –                       | 01.07.2015 | 0:5  | Äußere Hebriden | * | Saint John (JEY), Recreation Centre | Island Games 2015           | inoffizielles Länderspiel                                          |
| –                       | 26.06.2017 | 1:8  | Isle of Wight   | * | Väskinde (SWE), VAIS Idrottsplats   | Island Games 2017           | inoffizielles Länderspiel                                          |
| –                       | 28.06.2017 | 0:6  | Jersey          | * | Visby (SWE), Visborgsallén          | Island Games 2017           | inoffizielles Länderspiel                                          |
| –                       | 29.06.2017 | 0:1  | Hitra           | * | Väskinde (SWE), VAIS Idrottsplats   | Island Games 2017           | inoffizielles Länderspiel                                          |
| 3                       | 24.06.2021 | 1:4  | Liechtenstein   | A | Ruggell (LIE), Freizeitpark Widau   | Freundschaftsspiel          | Erstes Auswärtsspiel Erstes Länderspiel gegen Liechtenstein        |
| 4                       | 27.06.2021 | 1:2  | Liechtenstein   | A | Ruggell (LIE), Freizeitpark Widau   | Freundschaftsspiel          |                                                                    |
| 5                       | 26.11.2021 | 1:0  | Liechtenstein   | H | Gibraltar, Victoria Stadium         | Freundschaftsspiel          | Erster Sieg                                                        |
| 6                       | 29.11.2021 | 2:3  | Liechtenstein   | H | Gibraltar, Victoria Stadium         | Freundschaftsspiel          |                                                                    |
| 7                       | 16.02.2022 | 1:4  | Andorra         | A | Andorra la Vella, Estadi Nacional   | Freundschaftsspiel          |                                                                    |
| 8                       | 20.02.2022 | 0:1  | Färöer          | H | Gibraltar, Victoria Stadium         | Freundschaftsspiel          | Erstes Spiel gegen die Färöer                                      |
| 9                       | 05.09.2022 | 0:12 | Ungarn          | H | Gibraltar, Victoria Stadium         | Freundschaftsspiel          | Erstes Spiel gegen Ungarn Höchste Niederlage                       |
| 10                      | 26.06.2023 | 0:6  | Panama          | H | Gibraltar, Victoria Stadium         | Freundschaftsspiel          | Erstes Spiel gegen Panama                                          |
| 11                      | 22.02.2024 | 2:3  | Liechtenstein   | H | Gibraltar, Victoria Stadium         | Freundschaftsspiel          |                                                                    |
| 12                      | 25.02.2024 | 1:1  | Liechtenstein   | H | Gibraltar, Victoria Stadium         | Freundschaftsspiel          |                                                                    |
| 13                      | 23.10.2024 | 1:4  | Andorra         | H | Gibraltar, Europa Sports Park       | Freundschaftsspiel          |                                                                    |
| 14                      | 26.10.2024 | 2:4  | Andorra         | H | Gibraltar, Europa Sports Park       | Freundschaftsspiel          |                                                                    |
| 15                      | 21.02.2025 | 0:1  | Moldau          | A | Nisporeni (MDA)                     | Nations League              |                                                                    |
| 16                      | 25.02.2025 | 0:1  | Färöer          | H | Gibraltar, Europa Sports Park       | Nations League              |                                                                    |
| 17                      | 04.04.2025 | 0:8  | Slowakei        | H | Gibraltar, Europa Sports Park       | Nations League              |                                                                    |
| 18                      | 08.04.2025 | 0:5  | Färöer          | A | Torshavn (FRO)                      | Nations League              |                                                                    |
| 19                      | 30.05.2025 | 0:11 | Slowakei        | A | Prešov (SVK)                        | Nations League              | Einer der beiden höchsten Siege der Slowakinnen                    |
| 20                      | 03.06.2025 | 0:4  | Moldau          | H | Gibraltar, Europa Sports Park       | Nations League              |                                                                    |
| Stand: 26. Oktober 2024 |            |      |                 |   |                                     |                             |                                                                    |

## Statistik
In der Statistik werden nur die offiziellen Länderspiele berücksichtigt. (Bilanz der inoffiziellen Länderspiele: 9 Spiele, 0 Siege, 0 Unentschieden, 9 Niederlagen, 2:51 Tore)
Legende
- Sp. = Spiele
- Sg. = Siege
- Uts. = Unentschieden
- Ndl. = Niederlagen
- Hintergrundfarbe grün = positive Bilanz
- Hintergrundfarbe gelb = ausgeglichene Bilanz
- Hintergrundfarbe rot = negative Bilanz

### Gegner
| Land          | Kontinentalverband | Sp. | Sg. | Uts. | Ndl. | Torverhältnis |
| ------------- | ------------------ | --- | --- | ---- | ---- | ------------- |
| Andorra       | UEFA               | 4   | 0   | 0    | 4    | 4:13          |
| Färöer        | UEFA               | 3   | 0   | 0    | 3    | 0:7           |
| Liechtenstein | UEFA               | 6   | 1   | 1    | 4    | 8:13          |
| Luxemburg     | UEFA               | 1   | 0   | 0    | 1    | 0:3           |
| Moldau        | UEFA               | 2   | 0   | 0    | 2    | 0:5           |
| Panama        | CONCACAF           | 1   | 0   | 0    | 1    | 0:7           |
| Slowakei      | UEFA               | 2   | 0   | 0    | 2    | 0:19          |
| Ungarn        | UEFA               | 1   | 0   | 0    | 0    | 0:12          |
| Gesamt        | Gesamt             | 20  | 1   | 1    | 18   | 12:79         |

### Kontinentalverbände
| Kontinentalverband                 | Sp. | Sg. | Uts. | Ndl. | Torverhältnis |
| ---------------------------------- | --- | --- | ---- | ---- | ------------- |
| AFC (Asien)                        | 0   | 0   | 0    | 0    | 0:0           |
| CAF (Afrika)                       | 0   | 0   | 0    | 0    | 0:0           |
| CONCACAF (Nord- und Mittelamerika) | 1   | 0   | 0    | 1    | 0:7           |
| CONMEBOL (Südamerika)              | 0   | 0   | 0    | 0    | 0:0           |
| OFC (Ozeanien)                     | 0   | 0   | 0    | 0    | 0:0           |
| UEFA (Europa)                      | 19  | 1   | 1    | 17   | 12:72         |
| Gesamt                             | 20  | 1   | 1    | 18   | 12:79         |

### Anlässe
| Anlass                             | Sp. | Sg. | Uts. | Ndl. | Torverhältnis |
| ---------------------------------- | --- | --- | ---- | ---- | ------------- |
| UEFA Development Tournament-Spiele | 2   | 0   | 0    | 2    | 0:4           |
| Freundschaftsspiele                | 12  | 1   | 1    | 10   | 12:45         |
| Nations-League-Spiele              | 6   | 0   | 0    | 6    | 00:30         |
| Gesamt                             | 20  | 1   | 1    | 18   | 12:79         |

### Spielarten
| Spielart                       | Sp. | Sg. | Uts. | Ndl. | Torverhältnis |
| ------------------------------ | --- | --- | ---- | ---- | ------------- |
| Heimspiele (H)                 | 14  | 1   | 1    | 12   | 9:52          |
| Spiele auf neutralem Platz (*) | 0   | 0   | 0    | 0    | 0:0           |
| Auswärtsspiele (A)             | 6   | 0   | 0    | 6    | 3:27          |
| Gesamt                         | 20  | 1   | 1    | 18   | 12:79         |

### Austragungsorte
| Austragungsort   | Land            | Sp. | Sg. | Uts. | Ndl. | Torverhältnis |
| ---------------- | --------------- | --- | --- | ---- | ---- | ------------- |
| Andorra la Vella | Andorra         | 1   | 0   | 0    | 1    | 1:4           |
| Gibraltar        | Gibraltar       | 14  | 1   | 1    | 12   | 9:52          |
| Nisporeni        | Republik Moldau | 1   | 0   | 0    | 1    | 0:1           |
| Prešov           | Slowakei        | 1   | 0   | 0    | 1    | 0:11          |
| Ruggell          | Liechtenstein   | 2   | 0   | 0    | 2    | 2:6           |
| Tórshavn         | Färöer          | 1   | 0   | 0    | 1    | 0:5           |
| Gesamt           | Gesamt          | 20  | 1   | 1    | 18   | 12:79         |